# Menkauré-piramis
A Menkauré-piramis (ismert Mükerinosz-piramis néven is; egyiptomi nyelven Mer-netjer, jelentése: Az isteni piramis, vagy Mer Menkauré Netjer, jelentése: az isteni Menkauré piramisa) Egyiptomban, Kairó közelében található. Menkauré építtette a IV. dinasztia idejében. Diodórosz (Diodorus Siculus) és középkori arab történetírók említik, hogy még látták a piramison Menkauré nevét tartalmazó feliratot. Egyike a gízai piramisoknak, a három piramis közül ez a legkisebb. Több kisebb vagy kevésbé jelentős, és három nagyobb feltárást végeztek rajta, először Vyse és Perring 1837-ben, majd a Boston Museum és a Harvard Egyetem megbízásából George Andrew Reisner 1906-tól 1924-ig, később Rainer Stadelmann és Záhi Havássz, 1996-ban.
A 9. században al-Mamún kalifa (813–833), Hárún ar-Rasíd fia a Hufu-piramis feltörése után, mivel azt üresen találta a remélt kincsek helyett, a Menkauré-piramis lerombolását tervezte. A munkálatok nyoma a kürtőszerű hiány az északi oldalon. A 19. század végén Muhammad Ali alkirály a Menkauré-piramis burkolatából vitetett Alexandriába rózsaszín gránittömböket az Arzenál építéséhez.

## Építtetője

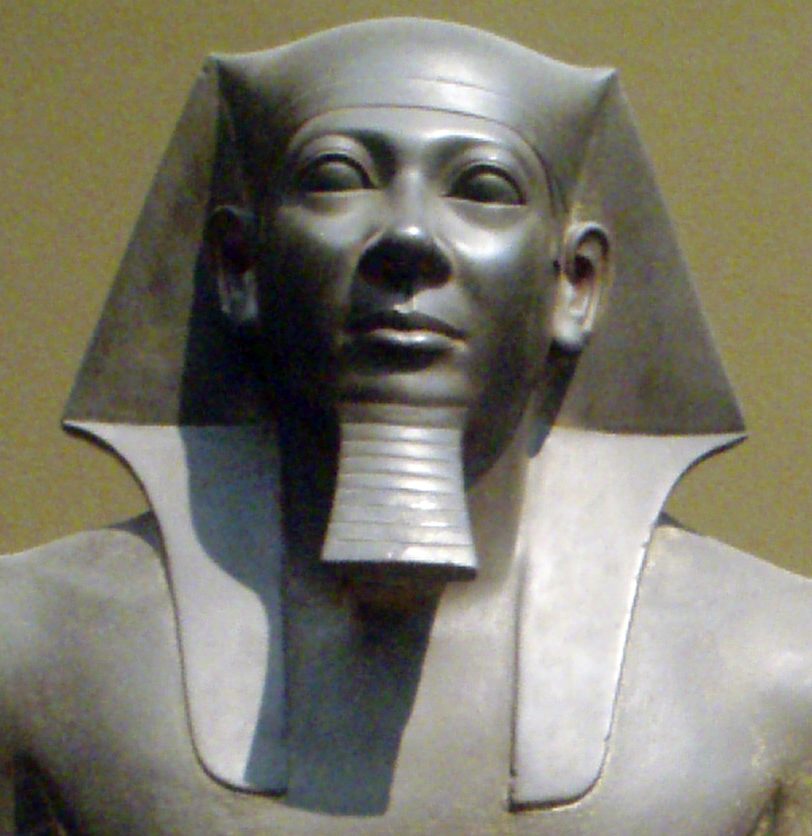
Menkauré portréja a fáraót II. Hamerernebtivel ábrázoló páros szoborról (diádról)
A Bostoni Szépművészeti Múzeum gyűjteményéből

Menkauré (görögös nevén Mükerinosz) a IV. dinasztia utolsó előtti uralkodója volt, kb. Kr. e. 2532–2504 között. Apját, Hafrét követte a trónon. Uralkodási idejét ma 28 évre tartják. Ez az időtartam elegendő lett volna egy nagyobb piramis építésére is, ezért az építmény szomszédainál kisebb méretét úgy értelmezik a szakértők, mint a királyi hatalom megingásának jelét, és az udvar gazdasági erejének hanyatlását. Menkauréról a Hérodotosz közvetítésével ránk maradt szájhagyomány pozitívabb képet fest, mint Hufuról vagy Hafréról. Egyik, ismeretlen feleségétől származó leánya, I. Hentkauesz a Menkaurét követő Sepszeszkaf utódjának, az V. dinasztiát alapító Uszerkafnak lett felesége.
Menkauréról számos, nagyszerű szobor maradt fenn. Ezek gyakran nagyon nehezen faragható kőből készültek, rendkívül finom, aprólékos munkával. Sokukat a munka különböző fázisában félbehagytak, ami megerősíteni látszik azt a legendát, hogy Menkauré váratlan hirtelenséggel hunyt el.

### A hagyomány szerinti építtetők
A hagyomány szerint a VI. dinasztia utolsó uralkodója, Neithiqret (klasszikus nevén Nitókrisz) királynő fejezte be a piramis építését és ide is temetkezett, de ezt a történetet semmi nem igazolja. Viszont ugyanehhez fűződik a piramisnál időnként megjelenő gyönyörű női kísértet legendája, ugyanis a szájhagyomány szerint Neithikret bolyongó lelke az.
Hérodotosz szerint a görögök úgy tartották, hogy a piramis egy Rhodopisz nevű görög hetéráé. Manethón úgy vélte, hogy a piramis egy másik Neithikrethez, I. Pszammetik fáraó leányához tartozik.

## Főbb jellemzői
A piramis eredeti magassága 66 m volt, ma már csak 65,5 m magas. Az alapjának élhossza 103,4 méter, az oldalak dőlésszöge 51° 20' 25". Öt kamrája van, amelyek a piramis alapja alatt, két szinten elhelyezkedő, bonyolult rendszert alkotnak.
A piramis anyaga helyben fejtett mészkő; a piramis alsó harmadát hatalmas tömbökből álló asszuáni gránittal, felső részét turai mészkővel burkolták. Gránit burkolata helyenként ma is látszik. A mészkő burkolatot a századok során elhordták, de a gránit burkolat jelentős része megmaradt. Különlegessége, hogy néhány helyen nincsenek összecsiszolva a burkolat kövei, így feltárják a burkolás néhány titkát. A nyomokból kiderül például, hogy a burkolat felhelyezésével és összecsiszolásával felülről lefelé haladtak. Egyes tömbökön a kváderek mozgatásához kialakított, a végleges helyükre kerülésükkor lefaragandó kiemelkedő részek ma is láthatóak. Mark Lehner következtetése szerint a piramis burkolatának utómunkái a sír birtokbavételének rítusához tartozhattak.
Hiányzik a piramis halotti templomából az öt szoborfülke, amely Hufu óta az óbirodalmi halotti templomok egyik állandó épületrésze, és végigkíséri az óbirodalmi piramisépítészetet. A templom rossz állapota miatt nem zárható ki, hogy eredetileg megvoltak, csak rekonstruálni nem lehet. Az antichambre carrée jelenléte azt sem zárja ki, hogy a templomot Sepszeszkaf után is átépítették. A templom területén maradtak a 6. dinasztiából származó tárgyi emlékek, amelyek azonban nem csak átépítés során kerülhettek oda. A leletek közt – többek között – felszínre került egy sztélé, I. Merenré és II. Pepi nevével. A völgytemplomon végzett munkálatok, amelyek szintén erre az időszakra datálhatók, azt mutatják, hogy a templom még figyelmet „élvezett”.

## Feltárásának jelentősebb állomásai

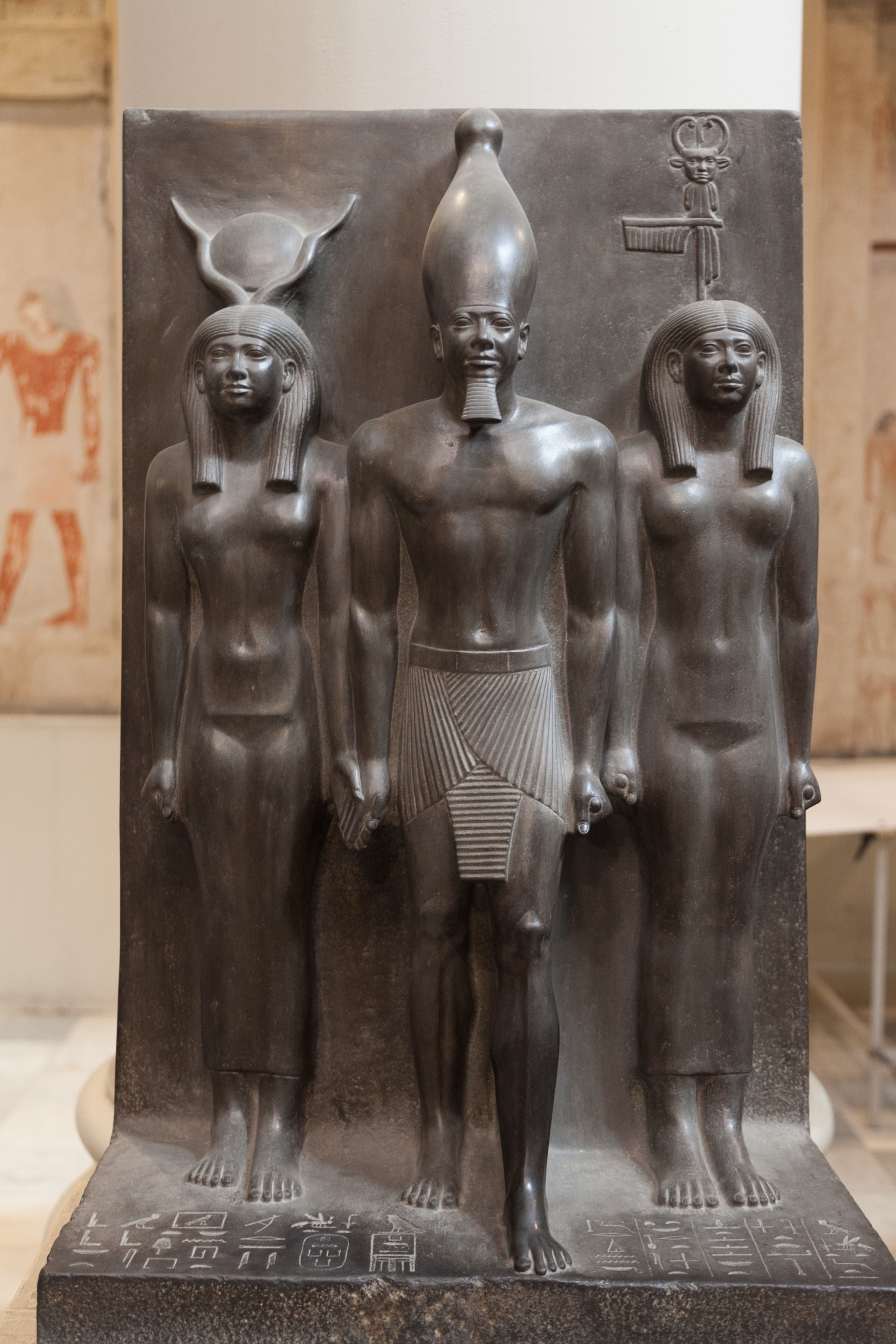
Menkauré Hathorral és Dioszpolisz Parva nomoszának istennőjével

A piramist és a hozzá tartozó körzetet többször is vizsgálták, kisebb-nagyobb alapossággal és eredményességgel. Giovanni Battista Caviglia, Karl Richard Lepsius, és a korai 1880-as években Sir William Matthew Flinders Petrie is kutatott a területen, de ennek a piramisnak nem sok figyelmet szentelt. A régészeti feltárások közül három meghatározó jelentőségűt érdemes kiemelni, amelyek megalapozták mai ismereteinket.
1837-ben Vyse és Perring robbantásokkal tisztította meg a folyosót, és hat hónap munkával bejutottak a sírkamrába. Itt úgynevezett palotahomlokzat-díszítésű szarkofágot és bebalzsamozott emberi maradványokat találtak, amelyet Európába akartak szállítani, de a Beatrice nevű hajó 1838. október 13-án Málta és Cartagena között elsüllyedt vele egy viharban. Vyse és Perring 1837–ben keresztül-kasul furkálta a G3b jelű királynői mellékpiramist is, az alépítmény feltételezett kincsei után kutatva. Északon a piramis középvonalában kezdték a keresgélést, és komoly károkat okozva szerteszét ágazó járatokat véstek az épületbe, eredménytelenül, ugyanis a piramis alépítményének lejárata a középvonaltól nyugatabbra van, és nem a piramis testéből indul, hanem méterekre a piramistól, a járószintről. Menkauré munkásainak szakértelmét dicséri, hogy a piramis e rombolás ellenére ma is áll. Vyse és Perring lőpor-régészeti módszere (angolul: gunpowder archaeology) III. Szenuszert dahsúri piramisában komoly károkat okozott, amikor 1839-ben hatalmas rést robbantottak az épületbe, az alépítmény megközelítése érdekében.
1906-ban a Harvard University és a Boston Museum csapata nyert koncessziót a piramis feltárására. Ez az expedíció egészen 1924-ig dolgozott a területen, George Andrew Reisner vezetésével. Reisner beszámolója a mai napig alapmű a piramissal foglalkozó kutatók számára. A feltárás legismertebb eredményei azok a szobrok, amelyek Menkaurét feleségével, II. Hamerernebtivel, vagy Hathorral és egy – minden példányon más és más – nomosz istenségével ábrázolják. Ezek a piramiskörzet völgytemplomából kerültek elő. Ennek az épületnek korábban semmi nyoma nem volt. Reisner úgy bukkant rá, hogy a halotti templomtól képzeletben meghosszabbította a feljáróút vonalát, és találomra ásni kezdett ott, ahol úgy vélte, hogy megfelelő a talaj szintje a völgytemplomhoz. Rögtön az első próbálkozással a Menkaurét és II. Hamerernebtit ábrázoló diádra (páros szoborra) bukkant, később pedig, nem messze attól a helytől, négy triád (három alakos szobor) is előkerült.
Az 1996-os, dr. Záhi Havássz és dr. Rainer Stadelmann irányításával végzett feltárás során a piramis tövében egy II. Ramszeszt isteni önmagával ábrázoló szoborpárt találtak, amit a piramist burkoló gránitból faragtak ki, de félbehagyták, mert kettétört a tömb. A szobrot az uralkodó memphiszi építésze, Maja faragtatta ki, amint arról egy bevésett felirata beszámol. A szobor II. Ramszeszt királyi minőségében, és Ré-Harahti megjelenéseként ábrázolta. Eredetileg a felmérés célja a piramis bárkagödreinek megtalálása, és a piramis építésére utaló nyomok felkutatása volt, ez utóbbi sikerrel is járt.

## Az alépítmény
A piramis alépítménye az északi oldalra nyílik, a piramis alapja felett nagyjából négy méteres magasságban. Egy 31 méter hosszú, 26° 2" meredekségű lejtős folyosó végén egy kisebb kamra található, amelynek a falait keskeny álajtókat imitáló paneles díszítés borítja. Az ilyen jellegű faldíszítés az Óbirodalom idején eddig egyedül Dzsószer lépcsős piramisánál fordult elő. E mögött három gránit záróblokk helyét képezték ki, majd egy egészen enyhe lejtésű folyosó vezet a 14,2×3,84 méter alapterületű előkamrába. Ez az ott látható jelek alapján valószínűleg sírkamrának készülhetett. Vyse egy későbbi korból származó mészkő szarkofágot talált, ami egy antropomorf fakoporsót tartalmazott, valamint csontokra bukkant a kamra nyugati végében. A koporsó felirata azt állította, hogy Menkauré számára készült, ám stílusa arra utalt, hogy legkorábban a szaiszi periódus idejéről való. A csontok emberi maradványoknak bizonyultak, de a radiokarbonos vizsgálat eredménye szerint kora keresztény kori betemetkezésből származnak; más forrás szerint alig kétszáz évesek. Az ide vezető folyosó bejárata felett egy másik, felső folyosó indul, párhuzamosan futva az alsóval. Egy rövid szakaszon vízszintesen vezet, majd emelkedni kezd, hogy aztán a piramis testében egyszer csak véget érjen.

Az alépítmény sematikus rajza (nem méretarányos!) A színkódok a kép adatlapján találhatók – kattints a képre! (Ricke és Verner nyomán)

A kamra közepén egy újabb, lejtős járat indul ki. Ennek egy oldalága a durván megmunkált, hatfülkés kamrába vezet, ahol – nevének megfelelően – hat alacsony, de mély falfülkét alakítottak ki. E fülkék rendeltetése nem tisztázott, Herbert Ricke véleménye szerint a király belső szerveit tartalmazó négy kanópuszedényt, valamint Alsó- és Felső-Egyiptom két koronáját helyezték ide. Mark Lehner a sírmellékletek számára készült helynek tartja a kamrát.

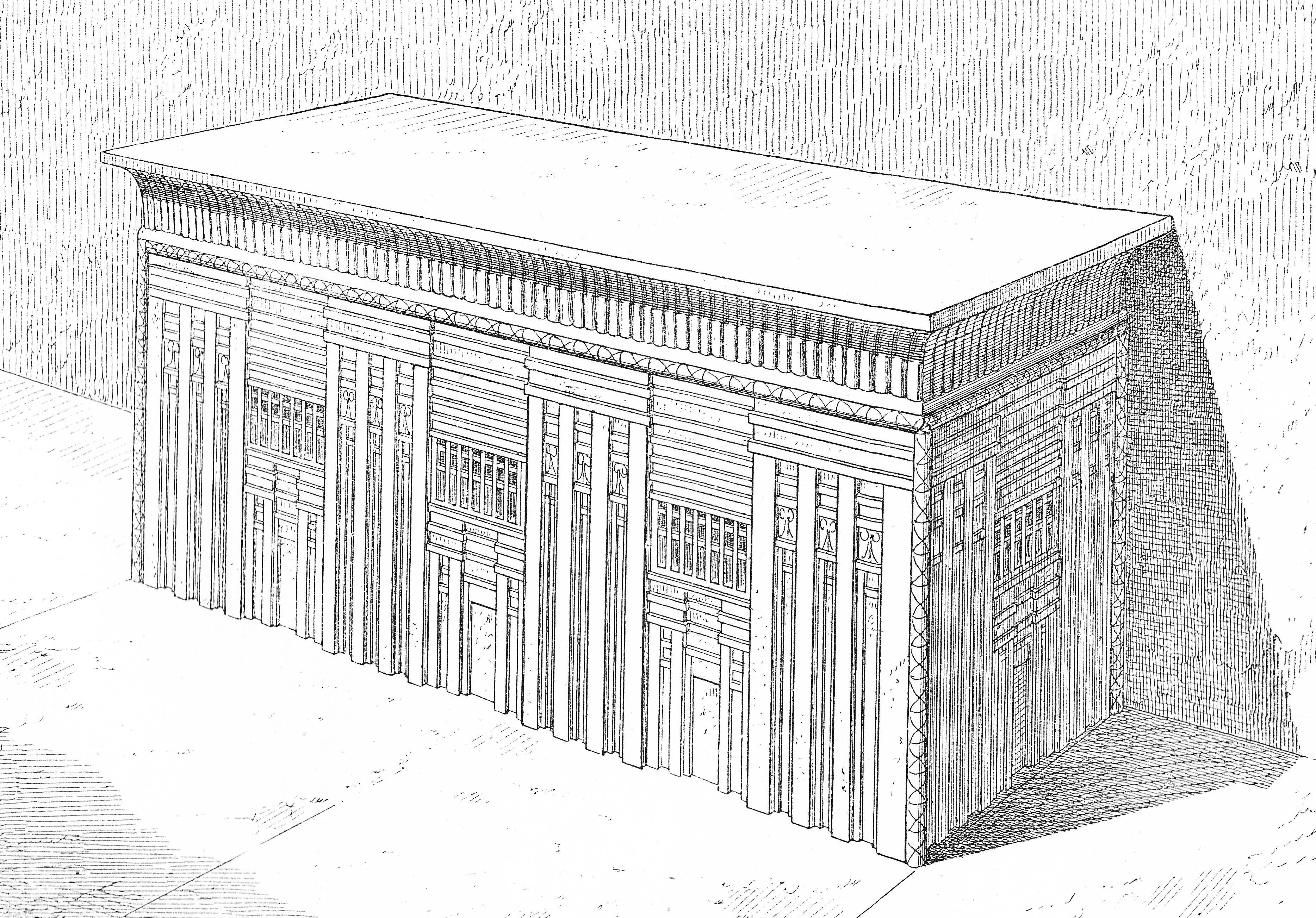
A Menakuré-piramisban talált palotahomlokzat-díszítésű szarkofág rajza

A lejtős járat a sírkamrába torkollik, ahol egy mélyedés jelzi a szarkofág helyét. Vyse és Perring 1837-ben egy palotahomlokzat-díszítésű, fekete bazalt szarkofágot talált a kamrában. A szarkofág fedelét homorú pártázat díszítette. A következő évben az értékes leletet megpróbálták Nagy-Britanniába szállítani, de Málta és a spanyolországi Cartagena között a tengerbe veszett. A kamra teljes egészében vörös gránitból készült, mennyezete boltívet imitál. Az ívet a valójában sátortető alakzatban ráhelyezett nyolc fedőkő alsó felébe mélyítették. Maga a kamra téglalap alaprajzú, a falai díszítetlenek.
Johann Ludwig Burckhardt a 19. század végén rámutatott, hogy az alépítmény szerkezete arra utal, hogy az építése több fázisban, hosszú idő alatt történt. Ebben nagy mértékben befolyásolta a szaiszi korból származó lelet. Ma már – néhány, hasonló korú építmény, például Sepszeszkaf masztabája, vagy I. Hentkauesz „piramisa” (amely valójában kétszintes masztaba) alapján – ismeretes, hogy nem átépítésekről van szó. Az alépítményt három fázisban alakították ki, ennek utolsó szakaszában építették meg a gránit sírkamrát. Mivel az a piramis alapja alatt 15,5 méterrel helyezkedik el, a hatalmas gránittömbök elhelyezéséhez igen komoly rámpát is kellett építeni. Ez nem történhetett később, mint a piramis alapozásakor.

## A piramiskörzet
Menkauré piramisa természetesen nem önmagában áll, hanem egy – ekkor már szokásosnak számító épületekből álló – kultikus körzet része.

### A halotti templom
| A halotti templom alaprajzai |

| Menkauré halotti temploma |

A halotti templom a piramis keleti oldalán, a piramis oldalának közepéhez illeszkedik. Hufu és Hafré piramiskörzetéhez hasonlóan a halotti templom itt sem érintkezett a piramis oldalával, ahogyan az később szokássá lett, ellenben újdonságként kis kápolna épült a halotti templom és a piramis közé, az utóbbi falához csatlakozva. Ma ez utóbbi látható a piramis keleti falánál. A kápolna és a halotti templom között valószínűleg egy szűk, beépítetlen rész maradt, amit ma törmelék borít.
A halotti templom a piramiskörzet legépebben maradt, pontosabban mondva legkevésbé elpusztult építménye. Főleg helyben fejtett mészkőből épült, ezek közül a legnagyobb tömb egyúttal a gízai plató legnagyobb kőtömbje is, tömege meghaladja a 200 tonnát. A templom burkolatát vörös (más forrás szerint rózsaszín) gránitból kezdték el kialakítani, ám Menkauré halálakor más megoldást választottak.

#### Szerkezete
A majdnem négyzet alakú templom alaprajza csak elméletileg rekonstruálható, amit Reisner végzett el. Ez alapján a halotti templom bejárata keleten, hozzávetőlegesen a templom hossztengelyén futó folyosószerű előcsarnokba vezetett. Az előcsarnok egy nagy, oszlopokkal szegélyezett udvarra nyílt. Az előcsarnokkal szemben – az óbirodalmi halotti templomokra jellemzően – egy lépcsősen szűkülő oszlopcsarnok állt, amely egy újabb folyosószerű, áldozati terembe vezetett. Reisner szerint egy álajtó állt ennek a végén. Ezt az állítást éppen Reisner leletei alapján vitatják néhányan. Maragioglio és Rinaldi úgy vélik, hogy az áldozati teremben az uralkodó nagyméretű alabástrom szobra állt, és az álajtó a piramis tövében elhelyezett kis kápolnában kapott helyet. Lehner kombinálja a két nézetet, szerinte ugyanis a királyszobor egy álajtó előtt állt e helyen. A különféle elképzelések arra alapulnak, hogy Reisner egy impozáns méretű királyszobor töredékeit (többek között a fej, mellkas, és a kötény darabjait) találta a halotti templom romjai között. Az életnagyságúnál nagyobb szobor feltehetőleg a templom központi elemét képezte.
Az áldozati teremtől északra (jobbra) szűk folyosó vezetett a piramis felé. A nyugati fal előtt egy keresztfolyosó délre egy, északra öt, kétszintes raktárhelyiséghez vezetett. A piramis irányába egy meglepő helyiségbe torkollt: egy egyoszlopos, nagyjából négyzet alaprajzú kis terembe, ami feltűnően hasonlít ahhoz az antichambre carrée-hez, ami csak az V. dinasztia uralkodóinál válik a halotti templomok megszokott részévé.

#### Az építés fázisai

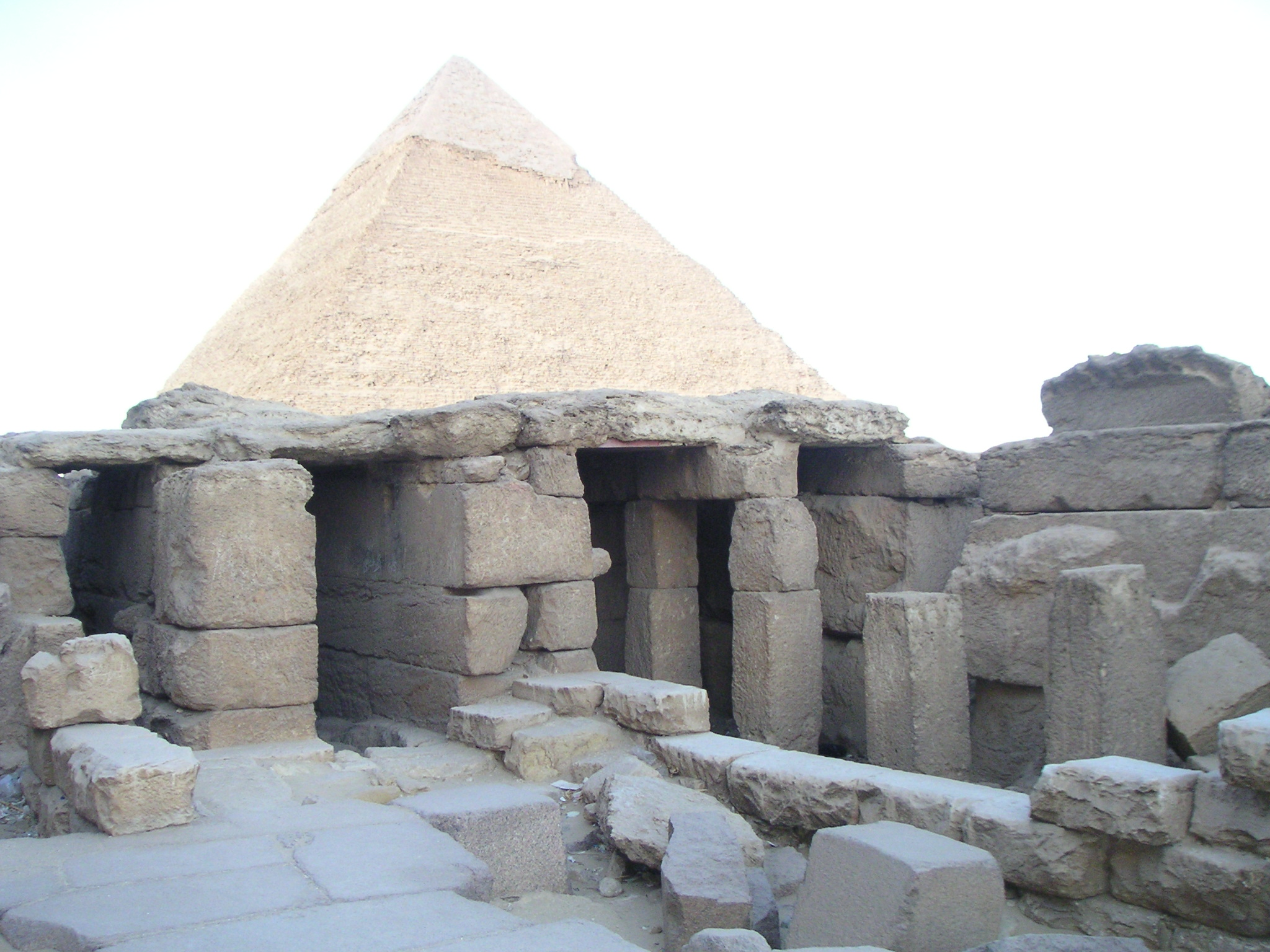
Menkauré halotti temploma – a képen balra látható az a rész, amely antichambre carrée-ként azonosítható

A halotti templom még nem készült el, amikor Menkauré elhunyt. Utóda, Sepszeszkaf igyekezett költséghatékony módon befejezni a halotti körzetet, így, bár egyes helyeken még bővített is az épületeken, mellőzte a Menkauré által előszeretettel alkalmazott, de drága és logisztikai problémákat jelentő vörösgránit használatát. Megfigyelhető a halotti templom előcsarnokánál, hogy a Menkauré életében megkezdett vörösgránit burkolatot Sepszeszkaf idején napon szárított nyerstéglával (vályogtéglával) folytatták, majd meszelték. Ez a burkolat Reisner feltárása nyomán elpusztult. A burkolat alatt vörössel festett jelek kerültek elő az épület magját alkotó mészkőtömbökön. Ezek a jelek az építéshez viszonyítási pontokat jelöltek, de előkerültek egyes munkáscsoportok nevei is.
Sepszeszkaf alakíttatta ki az épület délnyugati részén feltételezhető tárolókamrákat, és az ő idején készült el az udvar oszlopsora is. Ugyanakkor több jel mutat arra, hogy a templomon még hosszú ideig végeztek különféle munkálatokat.

### A feljáróút

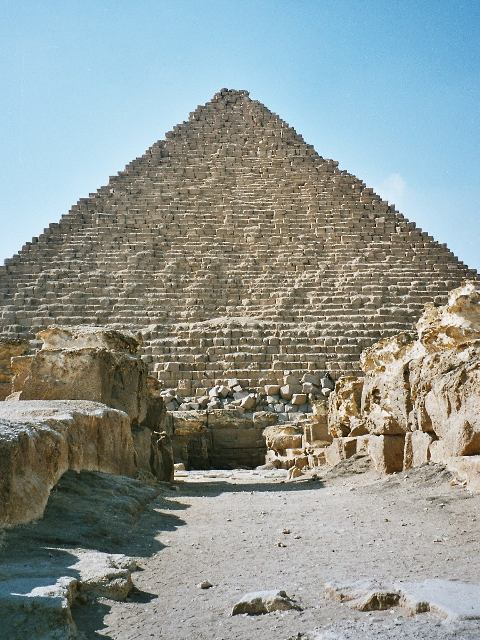
A feljáróút és a halotti templom találkozása, háttérben a piramis

A 608 méter hosszú feljáróút is valószínűleg Sepszeszkaf idején épült. A padlózata mészkő tömbökből és mészkőtörmelékkel kevert, tömörített agyagból épült, a falai nyerstéglából, és a vastagságuk is alig több, mint két méter. Maragioglio és Rinaldi úgy vélik, hogy a Fáraó Masztabájához hasonlóan, Menkauré feljáróútját is nyerstégla boltozat fedte. Reisner még arra a következtetésre jutott, hogy fagerendákra helyezett gyékény (vagy pálmarost) alkothatta a tetőt, mivel a feltárásai során erre utaló nyomokat: növényi maradványokat talált.
A feljáróút érdekessége, hogy a völgytemplom oldalán kialakított folyosóról lehetett megközelíteni, a tárolóhelyiségeken keresztül, és nem a völgytemplom nyugati oldalának közepétől. Később hasonló megoldást választottak Teti piramisának építői is, akkor egyértelműen a terepviszonyokhoz és a környező épületekhez igazodva. Menkauré piramisa esetében a Hufu piramisához használt kőfejtő jelentette az akadályt. Nagyon valószínű, hogy a feljáróút csak eddig a pontig készült el, és a többi része sohasem volt több, mint az építkezéshez használt felvonulási útvonal.

### A völgytemplom
| A völgytemplom alaprajzai |

A völgytemplom annak a vádinak a szájánál fekszik, amely a gízai építkezések során az anyagok szállításának főútvonala volt. Ez egyik oldalról a legkényelmesebb megoldás lehetett, mert a jól bevált útvonaltól nem kellett messzire távolodni, újabb nyomvonalakat kiépíteni. Másik oldalról nézve viszont úgy hat, mintha a Menkauré-piramis építői eleve tudták volna: más, hasonló volumenű építmény már nem épül a gízai platóra.

#### Építése
Az épület két, határozottan elkülönülő fázisban épült. Menkauré idején az őrá jellemző, hatalmas mészkő tömbökből csak a templom alapját építették meg. Az uralkodó halála után Sepszeszkaf folytatta a munkálatokat, de ő itt is nyerstéglát használt.
A völgytemplom esetében még nehezebb az alaprajz rekonstrukciója, mint a halotti templomnál. Nem sokkal az után, hogy – valószínűleg Sepszeszkaf idején – elkészült az épület, a környékbeliek beleköltöztek, magtárakat és szálláshelyeket építettek, kiváltképp az udvaron. Valószínűleg az 5. dinasztia idején a templomot jelentősen megrongálta a víz, egy komolyabb felhőszakadás szó szerint elmosta a nyugati felét. Reisner szerint az épületet körvonalaiban állították csak helyre, II. Pepi idején, a belső helyiségeket kisebb részben átépítették, de többnyire sorsukra hagyták. Reisner feltárásai során előkerült egy II. Pepi által kibocsátott dekrétum, ami a templom papjainak adómentességet biztosít. Ez is arra utal (amit más, tárgyi leletek is megerősítenek), hogy a templomban az óbirodalom végéig folytatódott Menkauré kultusza.

#### Szerkezete

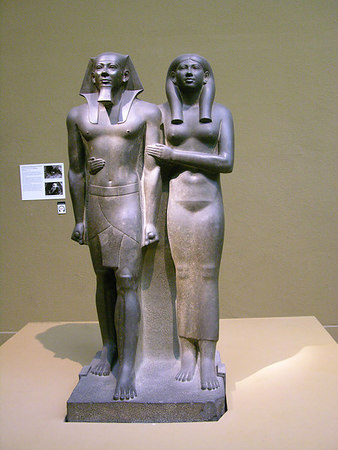
Menkauré és II. Hamerernebti páros szobra (diádja)
A Bostoni Szépművészeti Múzeum gyűjteményéből

A bejárat egy négyoszlopos terembe vezetett. Az oszlopokból csak a döngölt agyagpadlóba süllyesztett oszloplábazatok maradtak meg. E terem két oldalán egy-egy folyosóról négy-négy tárolóhelyiség nyílt. A folyosó a déli oldalon kivezetett a feljáróút felé.
A templom középpontját egy, a templomhoz mérten nagy udvar foglalta el. Ennek falait – akárcsak a halotti templomét – fülkeszerű bemélyedések díszítették. Az udvar döngölt agyagpadlóján mészkő lapokból kirakott út vezetett egy alacsony lépcsősorhoz, illetve balra (dél felé) egy oltárhoz. A lépcsősor az udvar nyugati végén egy oszlopos előcsarnokhoz vagy keresztirányú teremhez vezetett. A teremből újabb lépcsőn volt elérhető a belső szentély, ahol feltételezhetően egy alabástrom oltár állhatott. A szentély bejárata előtt egy-egy folyosó nyílt jobbra (észak felé) és balra (dél felé), északon tizenkét, délen öt újabb tárolóhelyiség lehetett. A déli tárolóhelyiségek érdekessége két csodás lelet, amelyekre Reisner bukkant rá: az ábrán „g” jelű helyről került elő az a négy triád, amelyek Menkaurét Hathor és egy-egy nomosz istennője vagy istene társaságában ábrázolják. A „h” jelű helyről egy hasonló műalkotást tárt fel, amely Menkaurét és egyik feleségét, valószínűsíthetően II. Hamerernebtit ábrázolja, a hármasszobrokéhoz hasonló helyzetben. A hármasszobrok közül három jelenleg – 2009 nyarán – a kairói Egyiptomi Múzeumban tekinthető meg, míg az egyik triád és a diád a Museum of Fine Arts in Boston (Bostoni Szépművészeti Múzeum) gyűjteményét ékesíti.

### A mellékpiramisok

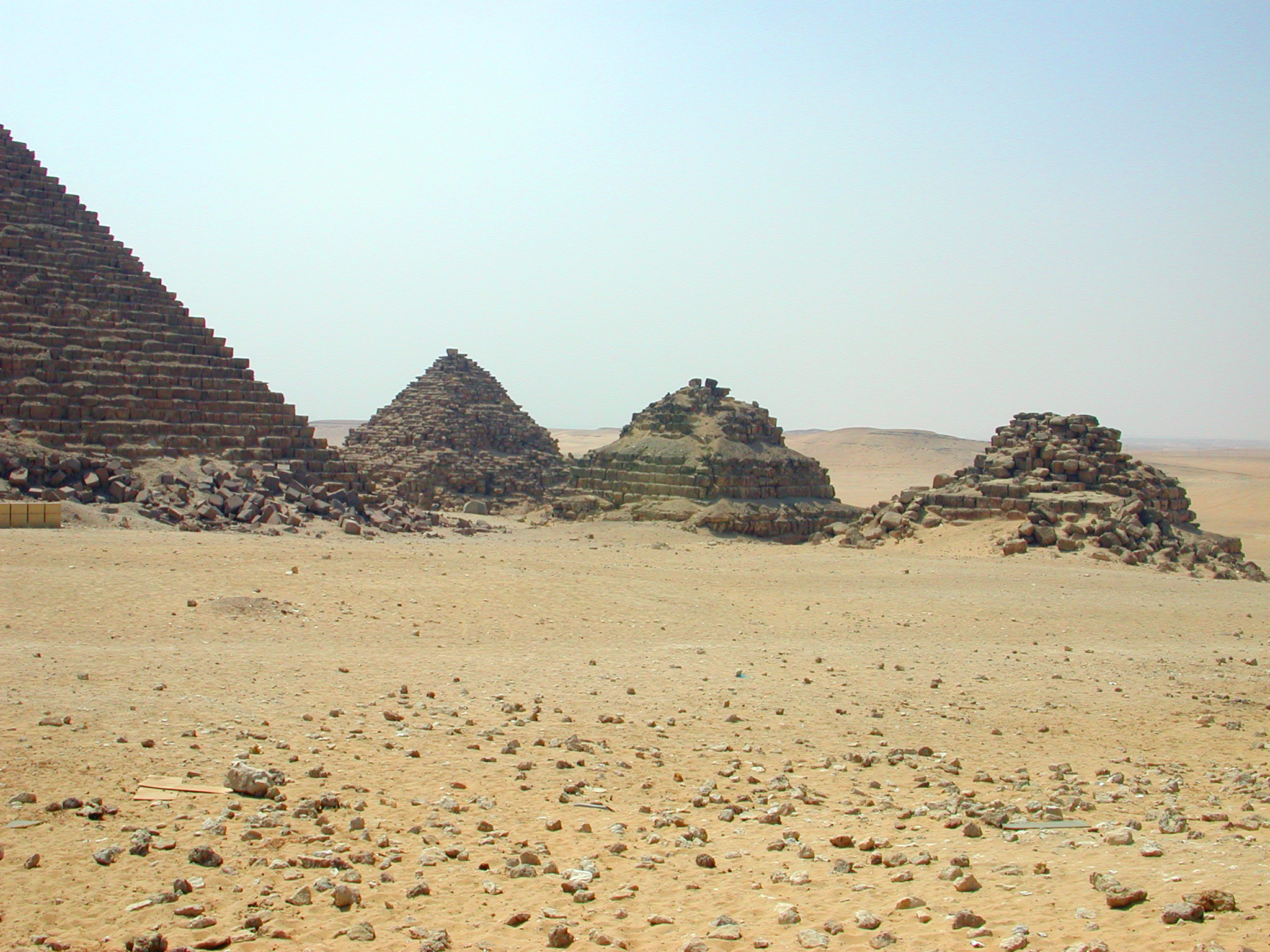
A mellékpiramisok

A piramis déli oldalánál három mellékpiramis áll. A két királynéi mellékpiramis lépcsős piramisnak épült, csak a kultikus mellékpiramis készült valódi piramis alakúra. Egyik mellékpiramis esetében sem maradt fenn a tulajdonos neve.

#### G3a

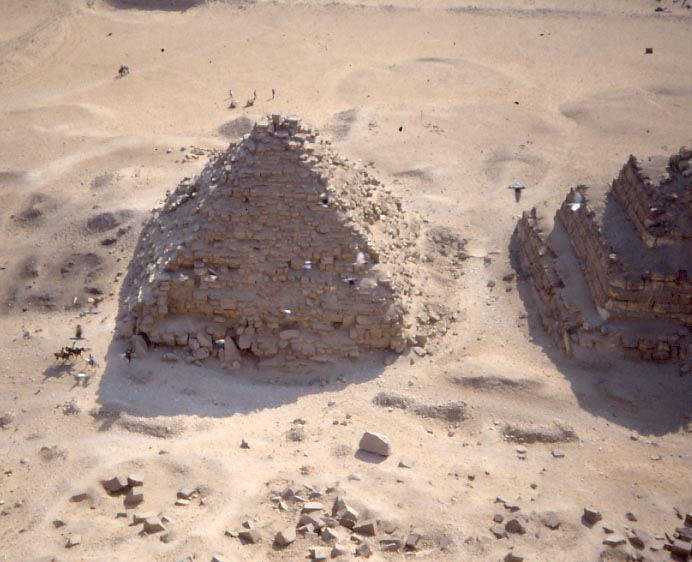
A G3a mellékpiramis Menkauré piramisának tetejéről

A G3a a legkeletibb mellékpiramis. Eleve valódi piramisnak épült, és nagyjából a főpiramis középvonalához igazodik. Bejárata az északi oldalán van, nem sokkal a talajszint felett. Az alépítmény jellemzőit is figyelembe véve ezek a sajátosságok arra utalnak, hogy eredetileg kultikus mellékpiramisnak szánták. A piramis keleti oldalánál aprócska, kelet-nyugati tájolású „halotti” templom található. Eredetileg ezt is jó minőségű mészkőből kezdték építeni, de végül nyerstéglából fejezték be. Bejárata a mellékpiramis fallal körülvett kerületéből nyílt. A nyugati oldalán viszonylag nagy méretű, nyitott udvar volt, északi oldalán beugrókkal, déli oldalán faoszlopokkal. Innen egy apró kultuszkápolnán át vezetett az út az áldozati kamrához, amelynek nyugati oldalán álajtó állt. A kápolna falait mindkét oldalon mély, kettős fülkék tagolták. A kamrák mellett a templom északnyugati oldalán tárolóhelyiségek álltak, az ellenkező oldalon a tetőre vezetett egy feljáró.
A mellékpiramis alépítménye a piramis középpontja alatt helyezkedett el. A meredeken lejtő akna kis méretű, magas előkamrába vezetett, ebből nyílt a T alakú kamra. Ezt a mellékpiramis alapjául szolgáló sziklaágyba vésték. A nyugati fal mellett rózsaszín gránit szarkofág állt a padlózatba mélyített helyén – ez sajnos a fosztogatók martaléka lett. A kamrában kerámia töredékekre, valamint elszenesedett fa- és gyékénymaradványokra bukkant Reisner csapata.
Az alépítmény kialakítása és a mellékpiramis elhelyezkedése alapján a mellékpiramist kultikus mellékpiramisként azonosították. A szarkofág jelenléte azonban arra utal, hogy a mellékpiramis temetkezési helyként is szolgált. Reisner véleménye szerint II. Hamerernebtit helyezhették itt végső nyugalomra, ez azonban vitatott. Nem elképzelhetetlen, hogy a mellékpiramis kultikus célokra épült eredetileg, és csak utólag temetkeztek bele – az építészeti sajátosságai határozottan erre utalnak.

#### G3b

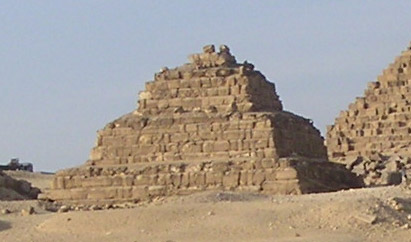
A G3b mellékpiramis

A „középső”, lépcsős mellékpiramis, számos részletben különbözik a G3a-tól. Az alépítménye nem éri el a mellékpiramis középvonalát, és az északi oldalán nyíló bejárata nem a mellékpiramis testéből, hanem a járószintről nyílik, néhány méterre a piramistól. Egy rövid, ereszkedő akna egyenesen egy kelet-nyugati tájolású kamrába vezet, amelynek nyugati oldalán nyílik egy másik lejtős akna, egy észak-déli tájolású kamra felé. Ez az elrendezés a kultikus célú mellékpiramisoknál teljesen szokatlan lenne, de gyakorta előfordul a királynői mellékpiramisoknál. A sírkamra nyugati falánál itt is rózsaszín gránit szarkofág állt, egy fiatal nő csontjaival. A mellékpiramis nyugati falánál aprócska, nyerstéglából épült templom állt, amely a kor halotti templomainál megszokottól eltérően észak-déli tájolású volt.
A piramis tulajdonosának kilétét a múlt homálya rejti, annyi azonban bizonyosnak látszik, hogy Menkauré valamelyik királynéját fogadhatta be.

#### G3c

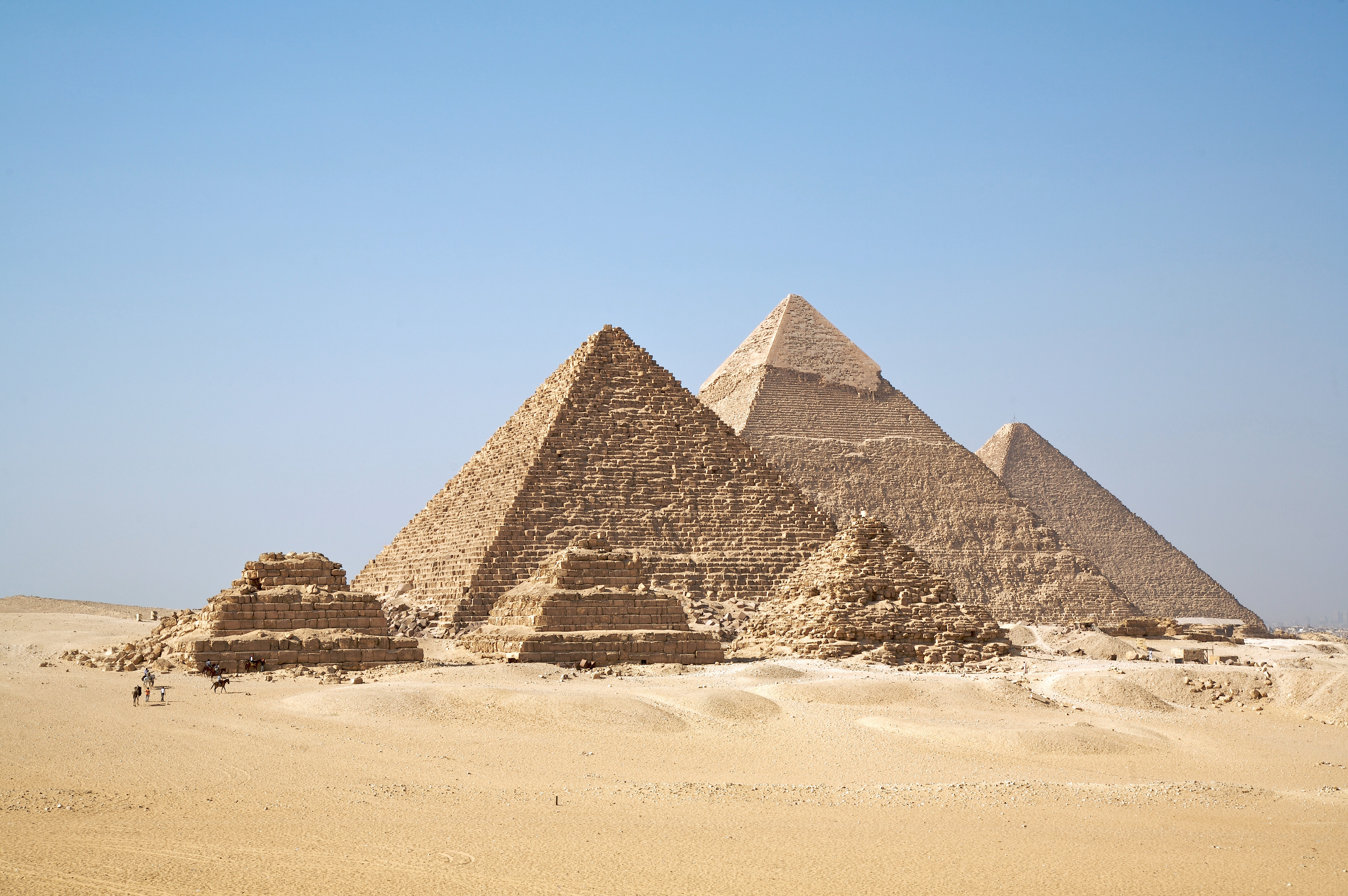
A gízai piramisok látképe – a piramisok előtt Menkauré mellékpiramisai láthatók, mögöttük (távolodva, illetve balról jobbra) Menkauré, Hafré és Hufu piramisa

A legnyugatibb mellékpiramis sohasem készült el, burkolata sohasem került teljes egészében a helyére. Alépítménye a G3b-hez hasonló, az első kamra azonban a piramis középpontja alatt helyezkedik el, és a második kamra egy szintben van vele. Ebben a piramisban semmilyen nyoma nem volt betemetkezésnek, ami ellentétben áll azzal, hogy a keleti oldalán álló kis kápolnában bizonyíthatóan folyt kultusztevékenység. Ez a nyerstégla kápolna egyébként a G3b kápolnájához hasonlóan észak-déli tájolású.
A G3c mellékpiramishoz sem tudunk nevet kötni. Az azonban bizonyos, hogy amennyiben Menkauré királynéihez tartoztak ezek a mellékpiramisok, akik ráadásul a „király anyja” címet is birtokolhatták, erősen közrejátszhattak a IV. dinasztia végén elharapózó válság kialakulásában. Ez esetleg magyarázat lehet arra, hogy nem maradt fenn a nevük.

### A kerítésfalak
Menkauré piramiskörzetének kettős kerítésfala volt. A belső kerítésfal a piramist magát fogta közre, és nagyjából tíz méter magas lehetett. Ezt eredetileg kiváló minőségű mészkőből kezdték építeni, de végül silányabb minőségűből fejezték be, majd betapasztották és meszelték. Ettől messzebb épült egy külső fal is, amelynek nyomai a keleti oldal kivételével minden irányban megtalálhatók. Ez már silányabb kőből épült, többnyire törmelékből. A nyugati külső kerítésfalon túl egy nagy kősánc romjai is megtalálhatók. Ennek a szerepe teljesen bizonytalan, bár egyes szakértők szerint hasonló műhelyeknek és raktáraknak adhatott helyet, mint amilyenek Hafré piramisának nyugati oldalánál is találhatók.
A Menkauré halotti templomától délnyugatra Abd al-Azíz Száleh hatalmas, agyagból és cserép- valamint kőtörmelékből emelt falak romjaira bukkant. Később ezeket dr. Mark Lehner és dr. Záhi Havássz a piramisépítők városának maradványaiként azonosította.

## Ajánlott irodalom

### Magyarul
- Lehner, Mark. Piramisok nagykönyve. Budapest: Alexandra (1997). ISBN 963-368-463-3
- Baines, John, Málek, Jaromír. Az ókori Egyiptom atlasza, ford. Udvarhelyi László (magyar nyelven), Budapest: Helikon Kiadó Kft.. 1. kiadás: ISBN 963-208-068-8, 2. kiadás: ISBN 963-208-642-2 [1992] (2000)

- Weeks, Kent R. II. Ramszesz fiainak sírja. Debrecen: Gold Book Kiadó [2000. április 17.]. ISBN 9639248290
- Hawass, Zahi. A fáraók hegyei – A piramisépítők története. Gold Book Kiadó (2007). ISBN 978-963-426-049-3 Fordította Kmilcsik Ágnes
- Hawass, Zahi (szerk.). A piramisok rejtett kincsei. Pécs: Alexandra (2003). ISBN 963-368-533-8
- Siliotti, Alberto. Egyiptomi piramisok. Gabo Kiadó (1998). ISBN 963-8009-55-1
- Kákosy, László. Ré fiai. Budapest: Gondolat Kiadó [1979]. ISBN 963-280-736-7
Újabb, javított, bővített kiadásban: Kákosy László. Az ókori Egyiptom története és kultúrája. Budapest: Osiris (2003). ISBN 963-389-497-2 ISSN 1218-9855
- Kákosy László, Varga Edit. Egy évezred a Nílus völgyében (Memphisz az Óbirodalom korában). Budapest: Gondolat Kiadó. ISBN nélkül [1970]
- Málek, Jaromír. Óbirodalom, in: Shaw, Ian (szerk). Az ókori Egyiptom története (magyar nyelven), Debrecen: Gold Book Kiadó, 156–176. o.. Fordította: Kmilcsik Ágnes [2004]. ISBN 963-425-022-X
- Reeves, Nicholas. Az ókori Egyiptom felfedezésének krónikája. Budapest: Cartaphilus Kiadó [2000] (2002). ISBN 963 9303 58 5

- Watterson, Barbara. Egyiptomiak. Szukits K. (2000). ISBN 963-4971-06-7
- Zamarovský, Vojtech. Felséges piramisok. Madách Bratislava (1981)

### Angolul
- Verner, Miroslav. The Pyramids – The Mystery, Culture, and Science of Egypt's Great Monuments (angol nyelven). Kairó: The American University in Cairo Press [2002] (2004). ISBN 9774247035
- Lehner, Mark. The Complete Pyramids (angol nyelven). London: Thames & Hudson [1997] (1998). ISBN 0500050848

## Külső hivatkozások
- Menkauré (Mükerinosz) gízai piramisa a piramisok.hu-n
- A piramis adatlapja a KEMET = Az Ókori Egyiptom honlapon

| előző: nagy gödör | Egyiptomi királypiramisok i. e. 26–25. század IV. dinasztia | következő: fáraó masztabája |